# Sojuz TM-4
Sojuz TM-4 – radziecka załogowa misja kosmiczna, stanowiąca czwartą ekspedycję na stację kosmiczną Mir. Manarow i Titow zastąpili na pokładzie stacji Romanienkę i Aleksandrowa. Anatolij Lewczenko był kosmonautą programu Buran, przygotowującym się do lotów orbitalnych. Powrócił na Ziemię w Sojuzie TM-3 razem z Romanienką i Aleksandrowem.
Przed opuszczeniem stacji, Romanienko i Aleksandrow zademonstrowali nowej załodze działanie sprzętu wykorzystywanego do spacerów kosmicznych. Nowa załoga dostarczyła na stację eksperymenty przyrodnicze, w tym aparat do hodowli kryształów Ajnur, zainstalowany na pokładzie modułu Kwant. Obie załogi przeprowadziły symulację ewakuacji stacji.
Titow i Manarow przeprowadzili badania galaktyk i grup gwiezdnych w spektrum ultrafioletowym przy pomocy teleskopu Głazar na pokładzie modułu Kwant. Ze względu na długie - do 8 minut - czasy naświetlania, na czas eksperymentów zabroniono kosmonautom wykonywać nawet najdrobniejszych ruchów.